# Contenu manifeste du rêve
Le contenu manifeste du rêve est le rêve tel qu'il se manifeste au rêveur qui en fait le récit. Sigmund Freud introduit cette notion notamment dans L'Interprétation du rêve (1900). Le contenu manifeste est en corrélation avec le contenu latent ou « pensée latentes » du rêve.

## Concept

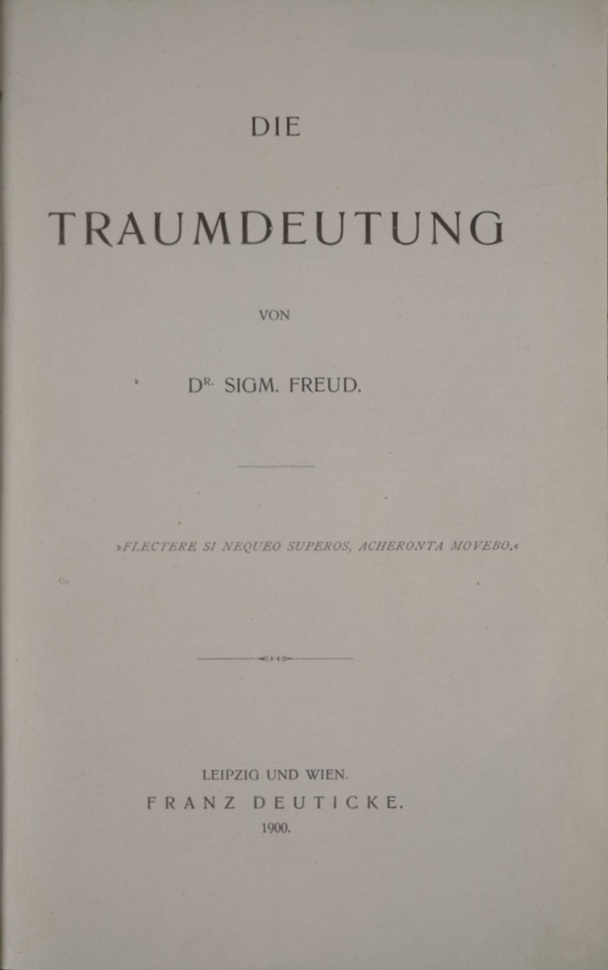
Freud, L'Interprétation du rêve (1900).

On pourrait comparer le rêve à un rébus : les images du rébus (contenu manifeste) dissimulent le véritable sens du message (contenu latent) qu'il convient de décrypter,.
Freud introduit l'expression « contenu manifeste » (manifester Inhalt) dans L'Interprétation du rêve (1900) à propos du rêve « tel qu'il apparaît au rêveur qui en fait le récit » et avant son interprétation. Le « contenu manifeste » est « le produit du travail du rêve »; il est en corrélation avec le « contenu latent » qui est le produit « du travail inverse, celui de l'interprétation ». Autrement dit, « manifeste et latent sont des notions reliées entre elles par le “travail du rêve” ».

#### Texte freudien de référence
- Sigmund Freud,
  - L'interprétation des rêves, Tr. en français 1re éd. I. Meyerson (1926), Paris PUF, Nouvelle éd. révisée: 4e trimestre 1967, 6e tirage: 1987, février.  (ISBN 2 13 040004 3)
  - L'Interprétation du rêve, traduit par Janine Altounian, Pierre Cotet, René Laîné, Alain Rauzy et François Robert, OCF.P, Tome IV, P.U.F., 2003,  (ISBN 213052950X) ; dans Quadrige / P.U.F., 2010  (ISBN 978-2-13-053628-4).

#### Études
- J. Laplanche et J.-B. Pontalis, Vocabulaire de la psychanalyse, entrées: « Contenu latent », « Contenu manifeste », « Travail du rêve », Paris, P.U.F., 1re éd.: 1967, 8e édition: 1984,  (ISBN 2 13 0386210); 5e édition « Quadrige »: 2007,2e tirage: 2009  (ISBN 978-2-13-056050-0)
- Dans le Dictionnaire international de la psychanalyse (dir. Alain de Mijolla), © Calmann-Lévy: 2002, © Hachette Littératures: 2005,
  - André Missenard, « latent », « manifeste », p. 962-963, 1011-1012.
  - Roger Perron, « Interprétation des rêves (L'-) », « rêve », p. 880-882, 1543-1545.